# Turnu Ruieni (gmina)
Turnu Ruieni – gmina w okręgu Caraș-Severin w Rumunii. Według spisu powszechnego z 2011 roku gminę zamieszkiwały 3342 osoby, przy 3663 osobach według spisu z 2002 roku. Zdecydowaną większość z nich stanowią Rumuni (96,67%). Obejmuje miejscowości Borlova, Cicleni, Dalci, Turnu Ruieni, Zervești i Zlagna.